# أبراكسمورفا
أبراكسمورفا (بالإنجليزية: Abraximorpha) هو جنس من الفراشات ينتمي إلى فصيلة الهسويات (Hesperiidae)، وتحديدًا إلى تحت فصيلة التريكينا (Trapezitinae). يتميز هذا الجنس بعدد محدود من الأنواع التي تنتشر في مناطق متفرقة من جنوب آسيا وجنوب شرق آسيا.

## التصنيف
تم إنشاء الجنس من قبل الباحث إليوت سنة 1943، وقد استُخدم هذا التصنيف لتجميع عدة أنواع من الفراشات ذات الصفات المتشابهة في الهيكل الجسدي والألوان.

## الأنواع المعروفة
حسب قاعدة بيانات GBIF ومصادر تصنيف الفراشات، فإن الأنواع التالية تندرج تحت هذا الجنس:
- Abraximorpha davidii – وُصفت من قبل أوبيرثور سنة 1879. وهي إحدى أكثر الأنواع انتشارًا في الصين وشرق آسيا.
- Abraximorpha esta – وُصفت من قبل إليوت سنة 1941. تعتبر النوع النموذجي للجنس.
- Abraximorpha metilia – وصفها هيويتسون سنة 1877. تعيش في الغابات الرطبة في مناطق جنوب شرق آسيا.
- Abraximorpha plutonia – وصفها أيضًا هيويتسون سنة 1877، وتتميز بلونها الداكن وسرعة طيرانها.

## التوزيع والبيئة
تتواجد أنواع أبراكسمورفا بشكل رئيسي في المناطق الاستوائية وشبه الاستوائية، وخاصة في:
- الصين
- الهند
- تايلاند
- ماليزيا
- إندونيسيا

تفضل هذه الفراشات البيئات الغابية والمناطق الرطبة، وغالبًا ما تُشاهد وهي تحوم بسرعة فوق النباتات المزهرة.

## المظهر والسلوك
تمتاز فراشات هذا الجنس بجسمها القوي وأجنحتها الضيقة نسبيًا. معظم الأنواع ذات ألوان بنية داكنة إلى سوداء مع علامات فاتحة. يُعرف عنها أنها من الفراشات النشطة جدًا خلال النهار، وتطير بسرعة عالية مما يجعلها صعبة الالتقاط.

## الأهمية البيئية
تلعب فراشات أبراكسمورفا دورًا مهمًا في التوازن البيئي عبر تلقيح بعض النباتات، كما تُعد مؤشرًا على صحة الأنظمة البيئية في الغابات التي تعيش فيها.